# Luperina aflouensis
Luperina aflouensis là một loài bướm đêm trong họ Noctuidae.